# Parasefidia benderella
Parasefidia benderella är en fjärilsart som beskrevs av Hans Georg Amsel 1950. Parasefidia benderella ingår i släktet Parasefidia och familjen mott. Inga underarter finns listade i Catalogue of Life.